# Laura Rogule
Laura Rogule (* 5. Februar 1988 in Riga) ist eine lettische Schachspielerin.

## Leben
Laura Rogule wurde 1998 in Mureck Zweite der U10-Europameisterschaft der weiblichen Jugend. 2002 gewann sie in Iraklio als Favoritin die U14-Weltmeisterschaft der weiblichen Jugend. Sie gewann die lettische Einzelmeisterschaft der Frauen 2003, 2005, 2006, 2009, 2010, 2011, 2013, 2015, 2016, 2020, 2021, 2022 und 2023.
Mit der lettischen Frauennationalmannschaft nahm sie an den Mannschaftseuropameisterschaften 2001 in León (am Reservebrett) und 2015 in Reykjavík (am zweiten Brett) sowie den Schacholympiaden 2004 in Calvià (am dritten Brett), 2006 in Turin (am zweiten Brett), 2008 in Dresden (am ersten Brett) sowie 2010 in Chanty-Mansijsk, 2012 in Istanbul, 2014 in Tromsø, 2016 in Baku (jeweils am zweiten Brett) und 2018 in Batumi (am ersten Brett) teil.
Vereinsschach spielt sie in Lettland für die Technische Universität Riga, mit der sie die lettische Mannschaftsmeisterschaft 2011 gewinnen konnte, in der griechischen 1. Liga sowie in Schweden für die zweite Mannschaft des Stockholmer Vereins Wasa SK. Bei den 24. Sell Student Games in Espoo-Otaniemi im Mai 2008 erhielt sie für die TU Riga spielend eine Goldmedaille in der Einzelkonkurrenz als beste Frau.
2003 wurde sie Internationaler Meister der Frauen (WIM), die WIM-Normen erfüllte sie im Mai 2001 beim VIII. internationalen Turnier in Wisła, im August 2002 beim Ellivuori WGM Tournament in Vanualla und im Juli 2003 beim Czech Open in Pardubice. Seit 2005 trägt sie den Titel Großmeister der Frauen (WGM). Die Normen für den WGM-Titel erzielte sie alle in der Tschechischen Republik: beim Czech Open A im Juli 2003 in Pardubice, beim A-Skanska Open im Juli 2004 in Pardubice und beim DS Brno im Juli 2005 in Brünn. Die erste und dritte dieser Normen waren gleichzeitig Normen zum Erhalt des Titels Internationaler Meister (IM).
Mit einer Elo-Zahl von 2286 lag sie im November 2020 auf dem ersten Platz der lettischen Elo-Rangliste der Frauen.
Trainiert wurde sie vom 2010 verstorbenen Jānis Klovāns.